# El cielo dividido
Pour plus de détails, voir Fiche technique et Distribution.
El cielo dividido est un film mexicain réalisé par Julián Hernández, sorti en 2006.

## Synopsis
Gerardo et Jonás sont amoureux mais Jonás finit par tomber amoureux d'un autre homme, Sergio.

## Fiche technique
- Titre : El cielo dividido
- Réalisation : Julián Hernández
- Scénario : Julián Hernández
- Musique : Arturo Villela
- Photographie : Alejandro Cantú
- Montage : Emiliano Arenales Osorio
- Production : Roberto Fiesco
- Société de production : Mil Nubes-Cine
- Société de distribution : Optimale (France)
- Pays de production :  Mexique
- Genre : Drame et romance
- Durée : 140 minutes
- Dates de sortie : 
  - États-Unis : 29 septembre 2006
  - France : 16 mai 2007

## Distribution
- Miguel Ángel Hoppe : Gerardo
- Fernando Arroyo : Jonás
- Alejandro Rojo : Sérgio
- Ignacio Pereda : Bruno
- Klaudia Aragon : Emilia
- Clarisa Rendón : María

## Accueil
Le film a reçu un accueil défavorable de la critique. Il obtient un score moyen de 35 % sur Metacritic.